# Ádok Zoltán
Ádok Zoltán (Szeged, 1976. március 22. –) magyar énekes, színész.

## Élete
A család második gyermekeként született. Egy nővére van, Marietta. Középiskolai tanulmányait a Szegedi Művészeti Szakközépiskolában kezdte el balett szakon. Két évvel később átjelentkezett a Pécsi Művészeti Szakközépiskolába, ahol 1996-ban érettségizett.

## Színészi karrier
Szegedi tanulmányai mellett a Szegedi Nemzeti Színház tagja volt, ahol olyan művekben játszhatott, mint például a Chicago, My Fair Lady, Anyegin, Marica grófnő, A trubadúr és a Bánk bán. Pécsett is folytatta a színészkedést, egyszerre volt tagja a Pécsi Nemzeti Színháznak és a Pécsi Balett Társulatnak. Ez alatt az idő alatt olyan produkciókban táncolt, mint a Coppélia, Rómeó és Júlia és a Csodálatos mandarin. A középiskola befejezése után, 1997-ben a Magyar Fesztivál Balett tagjaként részt vett a Nap szerettei és a Boleró előadásaiban. 1998-tól több színház tagja is volt egyszerre. A Budapesti Operettszínházban a Hotel Menthol és a Van, aki forrón szereti című darabokban lépett fel, míg a Tatabányai Nemzeti Színházban az Emil és a Detektívek táncjeleneteinek koreográfusa is volt. Külföldön is felkérték több szerepre, az ausztriai Klagenfurti Nemzeti Színházban a Csárdáskirálynőben játszott. 2000-ben a La Dance kortárs balett társulat tagja lett, és még ebben az évben leszerződött a baseli Häbse Színházhoz, ahol a Fame című musicalben szerepelt. Ezután a bécsi Metropol Színház tagja is volt egy évig. 2001-ben visszatért Magyarországra, és egy évig újra a Budapesti Operettszínházban játszott. Fellépett az Elisabeth, a Funny Girl, A muzsika hangja és az A kutya, akit Bozzi úrnak hívtak című musicalekben. 2002-től öt éven keresztül ismét külföldön dolgozott. Először két évig a berlini Theater am Potzdamer Platz tagja volt, ahol játszhatott a Macskák című Webber musicalben. 2004-től pedig a Crystal Cruises nevű óceánjárón lépett fel. Miközben a hajóval bejárta az egész világot, több musicalben is színpadra lépett (Chicago, Mamma Mia, Macskák, Kabaré, Hegedűs a háztetőn, Miss Saigon, A nyomorultak). 2008-tól a Madách Színház tagja, ahol a József és a színes szélesvásznú álomkabát, valamint a Spamalot című musicalekben debütált.
2009-ben megkapta első filmes szerepét N. Forgács Gábor Álom.net című filmjében, amelyben egy énekest alakít. A film két betétdalát is ő énekli.

## Zenei karrier
2007-ben jelentkezett az RTL Klub tehetségkutató műsorába a Csillag Születikbe. A műsorban a Fever című dalt adta elő egy táncos produkcióval, de csak a középdöntőig jutott el. A csatorna segítségével 2008-ban elkészült első szólóalbuma Tánclépés címmel. Az album első kislemeze a címadó dalból készült, melyet gyakran játszottak a magyar rádiók és a zenei csatornák. 2009-ben Márk és Tompos Kátya visszalépése után őt kérték fel, hogy képviselje Magyarországot a Eurovíziós Dalfesztiválon. A dalversenyen a Tánclépés című dal angol változatával, a Dance with Me-vel indult. Még ebben az évben megjelent második kislemeze és videóklipje is a Velem a fény című dalból.

## Diszkográfia

### Szólólemezek
| Év   | Album                                     | Legmagasabb helyezés                   | Minősítés |
| Év   | Album                                     | MAHASZ Top 40 album- és válogatáslemez | Minősítés |
| ---- | ----------------------------------------- | -------------------------------------- | --------- |
| 2008 | Tánclépés - Megjelenés: 2008.             | -                                      |           |
| 2011 | Három álom - Megjelenés: 2011. június 10. | -                                      |           |

#### Slágerlistás dalok
| Év                  | Dal                  | Legmagasabb helyezés | Legmagasabb helyezés   | Legmagasabb helyezés | Legmagasabb helyezés | Legmagasabb helyezés         | Legmagasabb helyezés | Album     |
| Év                  | Dal                  | VIVA Chart           | Mahasz Editors’ Choice | Mahasz Rádiós Top 40 | Mahasz Dance Top 40  | MAHASZ Single (track) Top 10 | EURO 200             | Album     |
| ------------------- | -------------------- | -------------------- | ---------------------- | -------------------- | -------------------- | ---------------------------- | -------------------- | --------- |
| 2009                | Tánclépés            | 28                   |                        |                      |                      |                              |                      | Tánclépés |
| 2010                | Sebesült szív        | 21                   |                        |                      |                      |                              |                      |           |
| 2011                | Üdvözöl a Való Világ |                      |                        | 30                   |                      |                              |                      |           |
|                     |                      | Összesítés           |                        |                      |                      |                              |                      |           |
| 1. helyezett számok |                      |                      |                        |                      |                      |                              |                      |           |
| Top 10-be bekerült  |                      |                      |                        |                      |                      |                              |                      |           |
| Top 40-be bekerült  | Top 40-be bekerült   | 2                    |                        | 1                    |                      |                              |                      |           |

### Videóklipek
- Dance With Me (2008)
- Sebesült szív (2009)

#### Főcímdalok
- Velem a fény (2009)

## Filmszerepek
- Álom.net (2009)

## Televíziós műsorok
- Lottóshow (1998)
- Koóstoló (1999)
- Csillag Születik (2007, 2009)
- Szombat esti láz (2008)
- Csináljuk a Fesztivált (2009)
- Vacsoracsata (2010)

## Színházi szerepek
- Contact....Arisztokrata
- József és a Színes Szélesvásznú Álomkabát...Lévi, Pék
- Spamalot....Élek még Fred, Dalnok, Herbert herceg, Történész
- Jézus Krisztus Szupersztár....Heródes király
- Elizabeth....ensemble
- Funny Girl....ensemble
- A Muzsika Hangja....ensemble
- A kutya, akit Bozzi úrnak hívtak....Jimmy
- Valaki Forrón Szereti....ensemble
- Hotel Menthol....ensemble
- Max és Moritz....ensemble
- Coppélia....ensemble
- Rómeó és Júlia....ensemble
- A Csodálatos Mandarin....Az ifjú
- Fame....ensemble
- Csárdáskirálynő....tánckar
- Sybill....ensemble

## Elismerések, díjak
- 2010 – BRAVO OTTO – Az év magyar videóklipje (Sebesült szív) (jelölt)